# Simple HTML Ontology Extensions
Nel web semantico, le Simple HTML Ontology Extensions (SHOE) sono un insieme di estensioni HTML ideate per arricchire di semantica le pagine web, introducendo le nozioni di classe, sottoclasse o relazione.
SHOE è stato ideato intorno al 1996 da Sean Luke, Lee Spector, James Hendler, Jeff Heflin, e David Rager all'Università del Maryland, College Park.